# الدوري الأوزبكي 2005
الدوري الأوزبكي 2005 هو الموسم 14 من الدوري الأوزبكي. كان عدد الأندية المشاركة فيه 14، وفاز فيه نادي باختاكور طشقند.